# Alžběta Čihařová-Odehnalová
Alžběta Čihařová-Odehnalová, roz. Odehnalová (13. listopadu 1894 Brno – srpen 1983 Brno) byla česká sběratelka lidové slovesnosti, autorka a redaktorka scénářů loutkových her.

## Život
Rodiče Alžběty Čihařové-Odehnalové, Anna Odehnalová (roz. Lipková) a Antonín Odehnal, pocházeli z Blanenska a Boskovicka, což patrně výrazně ovlivnilo budoucí směřování Alžběty Čihařové-Odehnalové jakožto sběratelky pověstí, neboť právě na tyto oblasti se zaměřila nejvíce. Otec Antonín Odehnal (5. ledna 1855 Bořitov – 11. července 1936 Bořitov) byl knihtiskařem – nejprve v Boskovicích, v 90. let 19. století se Odehnalova rodina přesunula do Brna, kde dále provozoval tiskárnu na ulici Veselá 39. Alžběta se 8. září 1917 provdala v Brně v kostele sv. Jakuba za Josefa Čihaře. Manželství bylo bezdětné. Alžběta Čihařová-Odehnalová se dožila 89 let a je pohřbena na Ústředním hřbitově v Brně.

## Dílo
Alžběta Čihařová-Odehnalová měla dva hlavní kulturní zájmy – loutkové divadlo (byla členkou loutkářského spolku Alešova loutková scéna) a sbírání lidové slovesnosti, zejména pověstí, v Brně a okolí. V rámci loutkové scény vystupovala Alžběta pod jménem "Tulla Čihařová-Odehnalová". V rámci Alešovy loutkové scény působila A. Čihařová-Odehnalová jako pořadatelka a nakladatelka, přičemž brožury jednotlivých představení tiskla tiskárna jejího otce Antonína Odehnala. Několik her také sama napsala. Námětem mnoha loutkových her, na jejichž přípravě se podílela, byly lidové pověsti. Sběry jejích pověstí, pocházející převážně z 60. let 20. století, jsou dnes uložené v archivu brněnské pobočky Etnologického ústavu Akademie věd České republiky a posloužily již mnohým autorům knih pověstí jako zdroj informací (např. Brněnské kolo a drak. Pověsti z Brna od Oldřicha Sirovátky a Marty Šrámkové).
Loutkové hry:
- Krásná Katarina (1919)
- Báj o slobode: kúzelná pohádka pre lútky (1919)
- Iskierka (1929)

Články v časopisech:
- Divé ženy a hastrmani na Boskovsku (Český lid, 1925)
- Nejkrásnější vzpomínka (Naše rodina, 1971)
- Houby v poezii (Časopis československých houbařů, 1971)
- Houby v poezii a lidové pranostice (Časopis československých houbařů, 1972)